# О’Салливан, Шон (боксёр)
Шон О’Салливан (англ. Shawn O'Sullivan; род. 9 мая 1962, Торонто) — канадский боксёр, представитель первой средней и полусредней весовых категорий. Выступал за сборную Канады по боксу в первой половине 1980-х годов, серебряный призёр летних Олимпийских игр в Лос-Анджелесе, чемпион Игр Содружества, двукратный чемпион канадского национального первенства, победитель и призёр многих турниров международного значения. В период 1984—1997 годов боксировал также на профессиональном уровне, но без особого успеха.

## Биография
Шон О’Салливан родился 9 мая 1962 года в Торонто. Начал заниматься боксом в возрасте шестнадцати лет, первое время проходил подготовку под руководством своего отца Майкла, затем был подопечным тренеров Кена Хамилтона и Питера Уайли.

### Любительская карьера
Первого серьёзного успеха на взрослом международном уровне добился в 1980 году, когда вошёл в основной состав канадской национальной сборной и побывал на международном турнире «Таммер» в Финляндии, откуда привёз награду серебряного достоинства — в полуфинале первого среднего веса получил травму и не смог выйти против чехословака Яна Франека в финале.
В 1981 году впервые стал чемпионом Канады по боксу в первой средней весовой категории, одержал победу на Кубке мира в Монреале, выиграв в финале у кубинского олимпийского чемпиона Армандо Мартинеса.
На Играх Содружества 1982 года в Брисбене одолел всех оппонентов и завоевал золото.
В 1983 году вновь выиграл канадское национальное первенство в первом среднем весе, был лучшим на чемпионате Северной Америки в Хьюстоне, получил бронзу на Кубке мира в Риме, победил на международном турнире в Галифаксе. На турнире AIBA Challenge Matches взял верх над титулованным советским боксёром Александром Кошкиным.
Благодаря череде удачных выступлений удостоился права защищать честь страны на летних Олимпийских играх 1984 года в Лос-Анджелесе — в категории до 71 кг благополучно прошёл первых четырёх соперников по турнирной сетке, в том числе в полуфинале взял верх над французом Кристофом Тьоззо, однако в финальном решающем поединке достаточно спорным судейским решением проиграл американцу Фрэнку Тейту и получил серебряную олимпийскую медаль.

### Профессиональная карьера
Сразу по окончании Олимпиады О’Салливан покинул расположение канадской сборной и вскоре успешно дебютировал на профессиональном уровне. Одержав 11 побед подряд, в июне 1986 года потерпел первое в профессиональной карьере поражение — проиграл техническим нокаутом в третьем раунде американцу Саймону Брауну (22-1), будущему чемпиону мира.
В январе 1988 года боксировал с доминиканцем Луисом Сантаной (31-7-1) за титул чемпиона Североамериканской боксёрской федерации (NABF) в полусреднем весе, но проиграл техническим нокаутом в одиннадцатом раунде.
Был претендентом на титул чемпиона Канады среди профессионалов в полусреднем весе, но был нокаутирован во втором раунде соотечественником Донованом Буше (16-1).
Оставался действующим боксёром вплоть до 1997 года, но в последнее время среди его соперников уже не было известных имён. В общей сложности провёл на профессиональном ринге 28 боёв, из них 23 выиграл (в том числе 16 досрочно) и 5 проиграл.